# ماي أنمي ليست
ماي أنمي ليست (بالإنجليزية: MyAnimeList)‏ هو موقع ويب من نوع قاعدة بيانات على النت ومنتدى إنترنت وخدمة شبكة اجتماعية أنشئ في 6 أبريل 2006، الموقع ملك كريف أون لاين ‏ ودي أن إيه، ويقع مقره الرئيسي في الولايات المتحدة، وهو متوفر باللغة الإنجليزية ومحتواه الأساسي حول الأنمي.

## تاريخ
تم إطلاق الموقع في شهر نوفمبر 2004 بواسطة جاريت جيسلر وسيره لوحده حتى عام 2008. في الأصل، كان يُطلق على الموقع اسم أنمي ليست، لكن جاريت قرر دمج «ماي» في بداية الٳسم، متبعًا أسلوب شبكة التواصل الاجتماعي الأكثر شهرة في ذالك الوقت ماي سبيس.
في 4 أغسطس سنة 2008 ، اشترى كريف أون لاين ‏ وهو موقع ترفيه وأسلوب حياة للرجال مملوك لشركة أتوميك أونلاين، موقع ماي أنمي ليست مقابل مبلغ غير معلوم من المال. وفي عام 2015، أعلنت دي أن إيه أنها قد اشترت الموقع من كريف أون لاين، وأنها ستشترك مع كونسورتيوم أنمي اليابان لبث الأنمي على المنصة.
أعلنت ماي أنمي ليست في أبريل سنة 2016 أنها قامت بتضمين حلقات من كرانشي رول وهولو مباشرة على الموقع، مع توفير أكثر من 20000 حلقة للمستخدمين.
في 8 مارس سنة 2018، افتتحت ماي أنمي ليست متجرًا للمانغا عبر الإنترنت بالشراكة مع كودانشا وفيز ميديا، مما يسمح للمستخدمين بشراء المانجا رقميًا من موقع الويب. تم إطلاق الخدمة في الأصل في كندا ولكن توسعت لاحقًا إلى الولايات المتحدة والمملكة المتحدة والعديد من الدول الأخرى الناطقة باللغة الإنجليزية.
في 25 سبتمبر 2019، أعلنت شكرتي HIDIVE وماي أنمي ليست عن شراكة من شأنها دمج تصنيفات محتوى ماي أنمي ليست في منصة البث الخاصة بـ HIDIVE.

## وصلات خارجية
- الموقع الرسمي